# Župnija Dobrepolje – Videm
Župnija Dobrepolje – Videm je rimskokatoliška teritorialna župnija dekanije Ribnica nadškofije Ljubljana.

### Farne spominske plošče v župniji Dobrepolje - Videm
V župniji Videm - Dobrepolje so postavljene Farne spominske plošče, na katerih so imena vaščanov iz okoliških vasi (Bruhanja vas, Cesta, Hočevje, Kompolje, Mala vas, Podgora, Podgorica, Podpeč, Ponikve, Predstruge, Videm, Vodice, Zagorica in Zdenska vas), ki so padli nasilne smrti na protikomunistični strani v letih 1942-1945. Skupno je na ploščah 286 imen.